# Jasmin Savoy Brown
Jasmin Savoy Brown, född 21 mars 1994 i Alameda i Kalifornien, är en amerikansk skådespelare. Hon har medverkat i HBOs mysteriedrama The Leftovers, ABC-dramat For the People och Showtime-dramat Yellowjackets.
Brown medverkar också i den finsk-amerikanska slasherfilmen Sound of Violence, samt i skräckfilmerna Scream (även känd som Scream 5) och Scream VI. Man kan även höra hennes röst i spelet Spider-Man: Miles Morales.
Brown är uppväxt i Springfield i Oregon.

## Filmografi (i urval)

### Filmer
- 2014 – Laggies
- 2021 – Sound of Violence
- 2022 – Scream
- 2023 – Scream VI
- 2023 – Missing
- 2026 – Scream 7

### TV-serier
- 2013 – Grimm (TV-serie)
- 2013 – The Fosters (TV-serie)
- 2014 – Brooklyn Nine-Nine (TV-serie)
- 2015–2017 – The Leftovers (TV-serie)
- 2016 – Stitchers (TV-serie)
- 2017 – Grey's Anatomy (TV-serie)
- 2017 – Will (TV-serie)
- 2018–2019 – For the People (TV-serie)
- 2018 – Love (TV-serie)
- 2021 – Final Space (TV-serie)
- 2021–nutid – Yellowjackets (TV-serie)

### Spel
- 2019 – Wolfenstein: Youngblood
- 2020 – Spider-Man: Miles Morales

### Musikvideos
- 2023 – "Night Shift" (Lucy Dacus)